# Vitsebsk rajon
Vitsebsk rajon (belarusiska: Віцебскі раён: Vitsebski rajon, ryska: Витебский район: Vitsebskij rajon) är ett distrikt i Belarus.  Det ligger i Vitsebsks voblast, i den nordöstra delen av landet, 230 km nordost om huvudstaden Minsk. Huvudort är Vitsebsk.